# Canton de Case-Pilote-Bellefontaine
Le canton de Case-Pilote-Bellefontaine est une ancienne division administrative française située dans le département et la région de la Martinique.

## Histoire
Par décret du 9 mai 1995, le canton de Case-Pilote-Bellefontaine dépendant précédemment de l'arrondissement de Fort-de-France a été rattaché à l'arrondissement de Saint-Pierre.
À la suite des élections territoriales de décembre 2015 concernant la collectivité territoriale unique de Martinique, le conseil régional et le conseil général sont remplacés par l'assemblée de Martinique. De fait, les cantons disparaissent.

## Géographie
Ce canton était organisé autour de la commune de Case-Pilote dans l'arrondissement de Saint-Pierre.

## Administration
| Période | Période       | Identité       | Étiquette    | Qualité                                                                        |
| ------- | ------------- | -------------- | ------------ | ------------------------------------------------------------------------------ |
| 1951    | 1958          | François Duval | SFIO         | Notaire Président du conseil général (1948-1953) Maire du François (1956-1971) |
| 1958    | 1970          | Ernest Renard  | DVG puis UDR | Maire de Bellefontaine (1957-1995)                                             |
| 1970    | 1994          | Roger Lise     | DVD puis UDF | Capitaine au long cours Maire de Case-Pilote (1965-1983) Sénateur (1977-1995)  |
| 2001    | 2008          | Maxence Deluge | PPM          | Retraité de l'Éducation nationale Maire de Bellefontaine (1995-2008)           |
| 2008    | décembre 2015 | Félix Ismain   | PPM          | Maire de Bellefontaine depuis 2008                                             |

## Composition
Le canton de Case-Pilote-Bellefontaine regroupait deux communes :
- Bellefontaine,
- Case-Pilote,

et comptait 5 977 habitants (population municipale) au 1er janvier 2012,.

## Démographie
| 1961 | 1967  | 1974  | 1982  | 1990  | 1999  | 2006  | 2009  | 2012  |
| ---- | ----- | ----- | ----- | ----- | ----- | ----- | ----- | ----- |
| -    | 3 093 | 3 391 | 3 340 | 5 177 | 5 570 | 5 877 | 5 935 | 5 977 |